# Богушевский, Михаил Егорович
Михаил Егорович Богушевский (1854 — 1936) — русский военный деятель, генерал-майор. Участник Русско-японской, Первой мировой и Гражданской войн.

## Биография
В 1875 году после окончания Московского пехотного юнкерского училища произведён в прапорщики и  выпущен в Донской 111-й пехотный полк. В 1876 году произведён в подпоручики. В 1877 году произведён в поручики. В 1880 году произведён в штабс-капитаны. В 1890 году произведён в капитаны.
Командовал ротой и батальоном. В 1901 году произведён в подполковники, в 1904 году «за отличие» произведён в полковники. Участник Русско-японской войны.
В 1912 году произведён в генерал-майоры с увольнением в отставку. С 1914 года снова на службе с назначением в резерв чинов при штабе Киевского военного округа. Участник Первой мировой войны. С 1915 года командир Брест-Литовского крепостного ополченского полка. С 1916 года начальник 15-й бригады государственного ополчения.
После Октябрьской революции 1917 года служил в войсках ВСЮР. В эмиграции в Югославии. Умер в Панчево.